# 870 v.Chr.

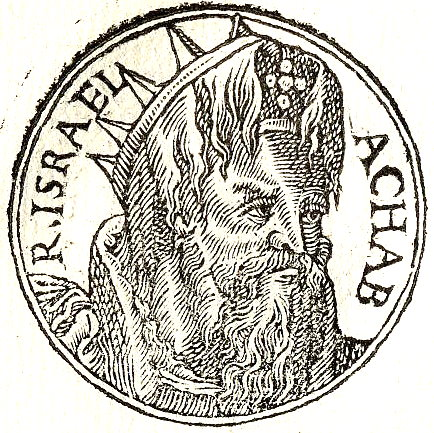
Koning Achab (r. 870 - 850 v.Chr.)

Het jaar 870 v.Chr. is een jaartal volgens de christelijke jaartelling.

## Gebeurtenissen

### Palestina
- Koning Josafat (870 - 849 v.Chr.) regeert over het koninkrijk Juda.

### Israël
- Achab, de zoon van Omri, wordt koning (tot 850 v.Chr.). Hij is gehuwd met de Fenicische prinses Izebel. Ze krijgen later een dochter Atalja, die huwt met koning Joram van Juda.

## Overleden
- Asa, koning van Juda